# Hugihorn
Das Hugihorn ist ein Berggipfel im Massiv des Lauteraarhorns in den Berner Alpen. Es liegt im Süden des Gemeindegebiets von Guttannen im Schweizer Kanton Bern.

## Name
Der Berg erhielt seinen Namen nach dem Solothurner Geologen Franz Joseph Hugi (1791–1855), der in den 1820er Jahren das Hochgebirge rund um das Finsteraarhorn erkundete und 1842 die Schrift Über das Wesen der Gletscher und Winterreise in das Eismeer veröffentlichte.

## Geografie
Das Hugihorn ist der vierthöchste Gipfel der Bergreihe, die sich vom dominierenden Schreckhorn (4078 m) vier Kilometer in südöstlicher Richtung über das Lauteraarhorn (4042 m), das Kleine Lauteraarhorn (3738 m) und das Hugihorn bis zu den Lauteraarrothörnern (3477 m) hinzieht. Die Bergkette liegt westlich des Hochtals mit dem Lauteraargletscher und auf der Nordseite des Strahlegggletschers.
Die Gipfelzone der Bergreihe bildet einen vielfach gezackten Kamm mit steil aufragenden Gratzacken, der während des Eiszeitalters als Nunatakker entstand. Der darunter liegende, etwas weniger steil abfallende Berghang ist durch die viele tausend Jahre dauernde Erosion durch die Gletscher überformt.
An den Bergflanken liegen heute noch auf beiden Seiten mehrere Hanggletscher, die bis in die zweite Hälfte des 20. Jahrhunderts die Talgletscher nährten und inzwischen stark zurückgeschmolzen sind. Direkt unter dem Hugihorn befinden sich die Reste von vier Hanggletschern; das Eisfeld südlich des Berges wurde früher manchmal Hugihorngletscher genannt und ist im Gletscherbeobachtungsprogramm GLAMOS unter der Bezeichnung Lauteraarrothörner NW registriert.

## Geologie
Der mittlere Abschnitt der Bergkette mit dem Hugihorn liegt in der langgezogenen geologischen Formation «Ferden-Guttannen-Zone», die vor allem aus Gneiskörpern besteht und zum Aarmassiv gehört.

## Alpinismus
Das Hugihorn wurde erstmals 1897 vom berühmten Neuenburger Bergsteiger Paul Montandon (1858–1948) zusammen mit seiner Ehefrau Sarah König und Albert Huggler bestiegen.